# Christopher Rüping
Christopher Rüping (* 27. September 1985 in Hannover) ist ein deutscher Theaterregisseur.

## Leben
Christopher Rüping assistierte am Schauspielhaus Hannover, bevor er sein Regiestudium an der Theaterakademie Hamburg und der Zürcher Hochschule der Künste begann. Im Rahmen des Studiums erarbeitete er erste Projekte auf Kampnagel, die auf Festivals inner- und außerhalb Deutschlands zu sehen waren. Auf seine Diplominszenierung JEKYLL/HYDE nach Robert Louis Stevensons Roman Der seltsame Fall des Dr. Jekyll und Mr. Hyde folgten 2011 erste Inszenierungen am Schauspiel Frankfurt, unter anderem eine Adaption von F. Scott Fitzgeralds Roman Der große Gatsby, die 2012 zum Festival für junge Regie radikal jung im Münchner Volkstheater eingeladen wurde. In den darauf folgenden Jahren inszenierte er am Theaterhaus Jena, am Staatstheater Hannover, am Staatstheater Stuttgart, am Thalia Theater (Hamburg) und am Deutschen Theater (Berlin).
Für das Staatstheater Stuttgart erarbeitete er 2014 seine Inszenierung Das Fest – Jede Familie hat ein Geheimnis nach dem gleichnamigen Film von Thomas Vinterberg, die zum Berliner Theatertreffen eingeladen wurde. Im selben Jahr wurde er in der Kritikerumfrage der Theaterzeitschrift Theater heute zum Nachwuchsregisseur des Jahres gewählt.
Von 2016 bis 2019 war Rüping Hausregisseur an den Münchner Kammerspielen unter der Intendanz von Matthias Lilienthal. Hier entstand 2018 seine ebenfalls zum Theatertreffen eingeladene Inszenierung von Bertolt Brechts Trommeln in der Nacht, in der Rüping zunächst die Uraufführungsinszenierung des Werkes aus dem Jahr 1922 an den Münchner Kammerspielen „re-imaginierte“, um den Stoff dann Akt für Akt in die Gegenwart zu transponieren.
2019 entwickelte Rüping an den Münchner Kammerspielen die Inszenierung Dionysos Stadt. Die zehnstündige Inszenierung widmete sich den Stoffen der griechischen Antike und orientierte sich formal am Ablauf der dionysischen Festspiele im antiken Griechenland – angelehnt an den Tragödienagon zeigte Rüping zunächst drei in Form und Inhalt differeriende Überschreibungen antiker Stoffe (1. Teil: Prometheus, 2. Teil: Ilias & Die Troerinnen, 3. Teil: Orestie). Den Abschluss der Tetralogie bildete eine zeitgenössische Interpretation des Satyrspiels unter Verwendung von Jean-Philippe Toussaints La mélancolie de Zidane, in der der Autor den legendären Kopfstoß Zidanes im Weltmeisterschafts-Finale 2006 zum Anlass einer Meditation über das Aufhören nimmt. Für Dionysos Stadt wurde Rüping von den Theaterzeitschriften Die Deutsche Bühne und Theater heute zum Regisseur des Jahres gewählt. Die Arbeit war auf dem Theatertreffen zu sehen und wurde mit dem Nestroy-Theaterpreis in der Kategorie „Beste Aufführung im deutschsprachigen Raum“ ausgezeichnet.
Zur Spielzeit 2019/20 wechselte Rüping als Hausregisseur an das Schauspielhaus Zürich. Hier entwickelte er im April/Mai 2020 während der coronabedingten Theaterschließungen mit Dekalog eine zehnteilige interaktive Inszenierung für den digitalen Raum. Die Arbeit wurde zum Pekinger Fringe Festival eingeladen und dort mit dem Zebra-Award als Best International Play ausgezeichnet.
In der ebenfalls von der COVID-19-Pandemie betroffenen Spielzeit 2020/21 wurde Rüpings Zürcher Inszenierung von Jean-Luc Lagarces Einfach das Ende der Welt in der Kritikerumfrage von Theater heute ausgezeichnet und zum Berliner Theatertreffen eingeladen. Einfach das Ende der Welt bildete den Auftakt zu einer Familientrilogie, in der Rüping „gemeinsam mit seinem jeweiligen Ensemble in drei voneinander unabhängigen Arbeiten das Konstrukt der Familie im 21. Jahrhundert“ befragt. Mit einer Adaption des Romans Brüste und Eier der japanischen Schriftstellerin Mieko Kawakami hatte im April 2022 der zweite Teil der Familientrilogie am Hamburger Thalia Theater Premiere.
Rüping arbeitet seit seinem Studium regelmäßig mit dem Bühnenbildner Jonathan Mertz, der Kostümbildnerin Lene Schwind und dem Musiker Christoph Hart zusammen.

## Inszenierungen (Auswahl)
- 2011: Der große Gatsby nach F. Scott Fitzgerald am Schauspiel Frankfurt[14]
- 2012: Tschick von Wolfgang Herrndorf am Thalia Theater (Hamburg)[15]
- 2013: Woyzeck. Als ging die Welt in Feuer auf von Georg Büchner am Schauspiel Frankfurt[16]
- 2014: Das Fest von Thomas Vinterberg und Morgens Rukov am Staatstheater Stuttgart[17]
- 2015: Peer Gynt von Henrik Ibsen am Staatstheater Stuttgart[18]
- 2016: Clockwork Orange nach Anthony Burgess am Schauspiel Frankfurt[19]
- 2016: Lolita. Ein Drehbuch nach Vladimir Nabokov am Staatstheater Stuttgart[20]
- 2017: Hamlet von William Shakespeare an den Münchner Kammerspielen[21]
- 2017: Miranda Julys Der Erste Fiese Typ nach Miranda July an den Münchner Kammerspielen[22] sowie am Schauspielhaus Zürich[23]
- 2017: It can't happen here von Sinclair Lewis am Deutschen Theater (Berlin)[24]
- 2017: Trommeln in der Nacht von/nach Bertolt Brecht an den Münchner Kammerspielen[25]
- 2018: Panikherz von Benjamin von Stuckrad-Barre am Thalia Theater (Hamburg)[26]
- 2018: Dionysos Stadt von Christopher Rüping an den Münchner Kammerspielen[27]
- 2020: Dekalog – eine Inszenierung für den digitalen Raum nach Krzysztof Kieślowski am Schauspielhaus Zürich[28]
- 2020–2024: Familientrilogie
  - 2020: Einfach das Ende der Welt nach Jean-Luc Lagarce am Schauspielhaus Zürich[29]
  - 2022: Brüste und Eier von Mieko Kawakami am Thalia Theater (Hamburg)[30]
  - 2024: Trauer ist das Ding mit Federn von Max Porter am Schauspielhaus Bochum[31]
- 2021: Das neue Leben - where do we go from here? frei nach Dante Alighieri, Meat Loaf und Britney Spears am Schauspielhaus Bochum[32]
- 2023: Noch wach? von Benjamin von Stuckrad-Barre am Thalia Theater (Hamburg)[33]

## Auszeichnungen
- 2012: Einladung zum Festival Radikal jung mit Der große Gatsby
- 2014: Nachwuchsregisseur des Jahres (Theater heute)
- 2015: Nachwuchsregisseur des Jahres (Theater heute)
- 2015: Einladung zum Berliner Theatertreffen mit Das Fest
- 2016: Weiter so!-Preis für HIOB
- 2018: Einladung zum Berliner Theatertreffen mit Trommeln in der Nacht
- 2019: Einladung zum Berliner Theatertreffen mit Dionysos Stadt
- 2019: Regisseur des Jahres für Dionysos Stadt und In der Sache J. Robert Oppenheimer (Die Deutsche Bühne)
- 2019: Regisseur des Jahres (Theater heute)
- 2019: Nestroypreis in der Kategorie Beste Aufführung im Deutschsprachigen Raum für Dionysos Stadt
- 2021: 1st Zebra Award for Best International Play beim Beijing Fringe Festival für Dekalog
- 2021: Einladung zum Berliner Theatertreffen mit Einfach das Ende der Welt
- 2021: Nestroypreis in der Kategorie Beste Aufführung im Deutschsprachigen Raum für Einfach das Ende der Welt
- 2021: Regisseur des Jahres (Theater heute)
- 2022: Opus - Deutscher Bühnenpreis für Dionysos Stadt Open Air
- 2022: Einladung zum Berliner Theatertreffen mit Das neue Leben. Where do we go from here

## Einladungen (Auswahl)
Die Inszenierungen von Christopher Rüping sind regelmäßig auf Festivals im In- und Ausland zu sehen. Unter anderem waren seine Arbeiten beim Taiwan International Festival of Arts in Taipeh, beim Fajr Festival Teheran, beim Meng Jenguis Fringe Festival Peking, bei der Theaterolympiade im Alexandrinski-Theater und beim Baltic House International Theatre Festival in Sankt Petersburg sowie bei den Lessingtagen in Hamburg, dem Heidelberger Stückemarkt und auf dem Berliner Theatertreffen zu sehen.